# José Gautier Benítez
Pour les articles homonymes, voir Gautier et Benitez.
José Martín Antonio Gautier Benítez est un poète romantique portoricain né le 12 avril 1851 à Caguas et mort le 24 janvier 1880 à San Juan.
Il est le fils de la poète Alejandrina Benítez de Gautier (en).